# Xian de Yilong
Le xian de Yilong (仪陇县 ; pinyin : Yílǒng Xiàn) est un district administratif de la province du Sichuan en Chine. Il est placé sous la juridiction de la ville-préfecture de Nanchong.

## Démographie
La population du district était de 973 119 habitants en 1999.